# John R. Crawford
John Randolph Crawford (* 4. August 1915 in Bryn Mawr, Pennsylvania; † 14. Februar 1976 in New York) war ein äußerst vielseitiger US-amerikanischer Spieler und Spieleexperte.  Er gewann in den Jahren 1950, 1951 und 1952 dreimal in Folge die Bermuda Bowl, die Weltmeisterschaft im Bridge. Crawford wurde 1939, im Alter von 23 Jahren, der zu diesem Zeitpunkt jüngste Spieler, der Life Master wurde und hielt diese Position 13 Jahre lang.
Im Backgammon ist John Crawford als Erfinder der Crawford Regel bekannt, er gewann auch einige große Turniere, wie etwa 1965 das zweite International Backgammon Tournament in Lucaya auf den Bahamas – diese Turniere markieren den Beginn des modernen Backgammon. John Crawfords Gattin Carol gewann 1973 in Las Vegas die Backgammon-Weltmeisterschaft. Gemeinsam mit Oswald Jacoby verfasste John Crawford The Backgammon Book. 
John Crawford und Oswald Jacoby entwickelten des Weiteren eine Strategie für das Canasta-Spiel, gewannen das Great Canasta Challenge Match gegen Theodore Lightner und Sam Fry im Jahre 1950 und verfassten die Regeln des Samba-Canasta.
Darüber hinaus galt John Crawford als einer der besten Gin-Rummy-Spieler.

## Werke
- Canasta J.C.S. Associates, New York, 1950 sowie: Faber and Faber, London, 1951
- The Backgammon Book The Viking Press Inc., New York, 1970 (Oswald Jacoby/John R. Crawford)
- Das Backgammonbuch (Jacoby/Crawford) Keysersche Verlagsbuchhandlung GmbH, München, 1974 (deutsche Übersetzung) ISBN 3-88199-351-7